# Аулетта
Аулетта (італ. Auletta, сиц. Auletta) — муніципалітет в Італії, у регіоні Кампанія, провінція Салерно.
Аулетта розташована на відстані близько 290 км на південний схід від Рима, 105 км на схід від Неаполя, 60 км на схід від Салерно.
Населення — 2367 осіб (2014).
Щорічний фестиваль відбувається 17 серпня. Покровитель — Ripacandida.

## Демографія
Населення за роками:

Станом на 1 січня 2023 року в муніципалітеті офіційно проживало 98 іноземців з 13 країн, серед них 75 громадян країн Євросоюзу та 6 громадян України.

## Сусідні муніципалітети
- Буччино
- Каджано
- Корлето-Монфорте
- Пертоза
- Петіна
- Полла
- Сальвітелле
- Січиньяно-дельї-Альбурні